# Inmobiliaria La Franja SpA
Inmobiliaria La Franja SpA (acrónimo de Inmobiliaria La Franja sociedad por acciones) es una empresa chilena de capitales provenientes del mismo país, con sede en Santiago. La empresa es una filial de la concesionaria Cruzados SADP, actual administradora de la rama de fútbol del club Universidad Católica. Fue creada con el fin de remodelar el Estadio San Carlos de Apoquindo y explotarlo comercialmente.

## Historia

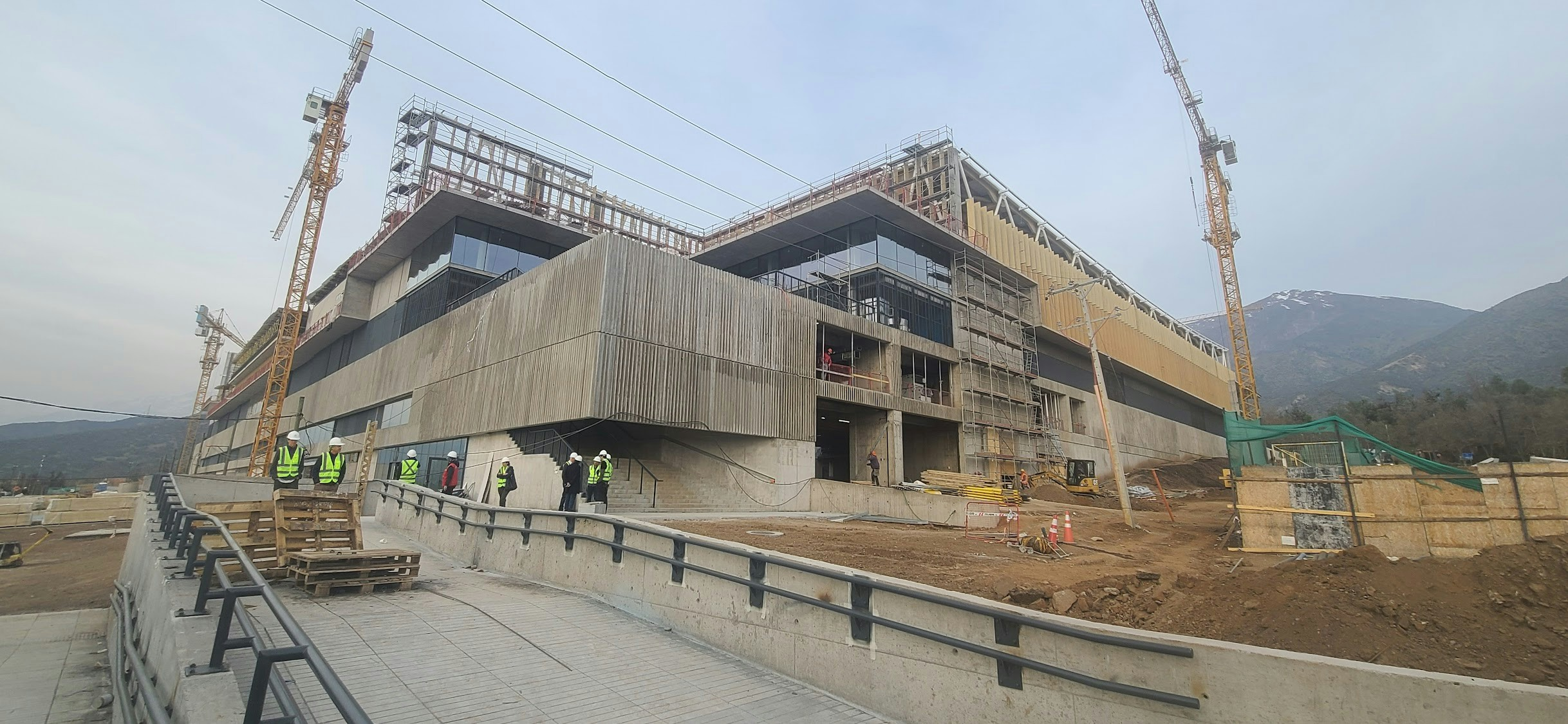
La remodelación y explotación del Estadio San Carlos de Apoquindo son las actividades principales de la empresa.

En 2021, la sociedad Inmobiliaria La Franja SpA fue inscrita en el Registro de Comercio de Santiago. Cruzados SADP suscribió todas sus acciones, convirtiendo a esta nueva empresa en su filial. El propósito de la creación de la inmobiliaria fue cambiar el plan de negocios, y mantener a su matriz trabajando en el ámbito deportivo.
Al año siguiente, a través de su filial, Cruzados SADP anunció a la Comisión para el Mercado Financiero que la remodelación del Estadio San Carlos de Apoquindo sería  llevado a cabo por la constructora Cerro Apoquindo Cuatro, la misma encargada de la construcción del Edificio de Deportes UC. Fue la inmobiliaria quien suscribió el contrato de modernización del recinto deportivo, por un total de 1 015 209 UF más IVA. En el acuerdo, se estipuló que la obra se realizaría en 540 días contabilizados desde la suscripción del Acta de Inicio de Obras.
En septiembre, el capital de Inmobiliaria La Franja aumentó con una emisión de 896 810 800 nuevas acciones de pago, manteniéndose el 100% de su propiedad en manos de la concesionaria.

## Explotación
Aunque los Conciertos en San Carlos de Apoquindo comenzaron en 1989, Cruzados, por intermedio de Inmobiliaria La Franja, se propuso explotar el remodelado Estadio San Carlos de Apoquindo para estos y otros tipos de eventos. Con este fin, contrató como Gerente de Recinto a Ricardo Hargreaves, antiguo administrador del Arena Santiago.Los primeros eventos musicales confirmados fueron las presentaciones de Lionel Richie el 7 de septiembre de 2025, Rod Stewart el 19 de octubre, y Miranda! el 8 de noviembre del mismo año.